# تطهيرات برايد
تطهير برايد (بالإنجليزية: Pride's Purge)‏ هو الاسم المستخدم عادةً لحدث وقع في 6 ديسمبر 1648، حين منع جنود أعضاء البرلمان الذين اعتُبروا معادين لجيش النموذج الجديد من دخول مجلس العموم.
على الرغم من الهزيمة في الحرب الأهلية الإنجليزية الأولى، احتفظ تشارلز الأول بسلطة سياسية كبيرة. أتاح له ذلك إقامة تحالف مع معاهِدين اسكتلنديين ومعتدلين برلمانيين لإعادته إلى العرش الإنجليزي. كانت النتيجة الحرب الأهلية الإنجليزية الثانية في عام 1648، التي هُزم فيها مرةً أخرى.
مقتنعين بأن الإطاحة به هي فقط ما سينهي الصراع، سيطر كبار قادة الجيش النموذج الجديد على لندن في 5 ديسمبر. في اليوم التالي، استبعد جنود بقيادة الكولونيل توماس برايد من البرلمان الطويل بالقوة أولئك النواب الذين اعتُبروا معارضين لهم، واعتقلوا 45.
مهّد التطهير الطريق لإعدام تشارلز في يناير 1649، وتأسيس دولة محمية، ويُعد هذا الانقلاب العسكري الوحيد المسجل في التاريخ الإنجليزي.

## الخلفية

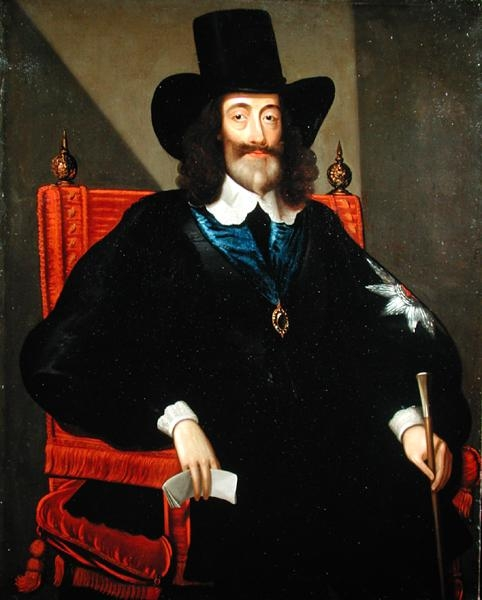
تشارلز الأول

حين بدأت الحرب الأهلية الإنجليزية الأولى في عام 1642، اعتقدت الغالبية العظمى من الجانبين أن ملَكية «جيدة التنظيم» كانت تكليفًا إلهيًا. اختلفوا حول معنى «جيدة التنظيم»، وحول من يملك السلطة النهائية في الشؤون الكهنوتية. دعم الملكيون عمومًا كنيسة إنجلترا التي حكمها الأساقفة الذين عُينوا من قبل الملك وكانوا يخضعون لمساءلته، اعتقد البيوريتانيون أنه كان مسؤولًا أمام قادة الكنيسة، المعينين من قبل رعاياهم.
على الرغم من ذلك، كان مصطلح «تطهيري» في متناول أي أحد أراد أن يصلح، أو أن «يطهر»، كنيسة إنجلترا واشتمل على العديد من وجهات النظر المختلفة. كان المشيخيون الأكثر بروزًا في البرلمان الطويل، إجمالًا، أرادوا تحويل كنيسة إنجلترا إلى هيئة مشيخية، مشابهة لكنيسة اسكتلندا. عارض المستقلون أي كنيسة للدولة، وعلى الرغم من أنها أصغر من حيث العدد، ضمت أوليفر كرومويل، وكذلك أيضًا معظم جيش النموذج الجديد.
بعد أن سيطروا على اسكتلندا في حروب الأساقفة بين عامي 1639 و1640، نظر المعاهدون إلى اتفاقية الرابطة والعهد الرسميين لعام 1643 مع البرلمان كوسيلة للحفاظ عليها، من خلال منع النصر الملكي في إنجلترا. مع تقدم الحرب، بدأ هؤلاء وأتباع دينهم الإنجليز بالنظر إلى المستقلين، وحلفائهم السياسيين مثل الليفلرز، على أنهم يمثّلون تهديدًا أكبر للنظام المؤسَّس من الملكيين.
في عام 1646، افترض العديد من البرلمانيين أن الهزيمة العسكرية ستجبر تشارلز الأول على الموافقة على الشروط، غير أن هذا كان سوء فهم كبير لشخصيته. رفض تشارلز الموافقة على أي تنازلات حقيقية، مما أحبط الحلفاء والمعارضين على حد سواء. أدت مفاوضاته مع المشيخين الاسكتلنديين والإنجليز إلى الحرب الأهلية الإنجليزية الثانية عام 1648، والتي قُمعت بسرعة. وعلى الرغم من ذلك، أقامت تجمعًا سياسيًا بقيادة كرومويل، الذي اعتقد أن الإطاحة بتشارلز هي فقط ما سينهي الصراع، والقدرة على فرض ذلك في جيش النموذج الجديد.
على الرغم من الهزيمة في الحرب الأهلية الثانية، تابع البرلمان المفاوضات مع تشارلز، إلا أن صبر الجيش نفد مع بداية نوفمبر. في 10 نوفمبر، قدم هنري إريتون مسودة احتجاج إلى المجلس العام للجيش، طارحًا في المسودة دولةً دون تشارلز، وتشتمل على ملك منتخب. بينما كان المجلس منقسمًا حول الموافقة على المسودة في البداية، وافق عليها في 15 نوفمبر حين بدا أن البرلمان كان على وشك استعادة تشارلز دون قيد أو شرط. ازدادت قناعة الجيش بأنه لا يمكن الوثوق به بعد اعتراض الرسائل التي أرسلها إلى أحد المستشارين والتي ذكر فيها أن التنازلات التي قُدمت كانت فقط بهدف تسهيل هروبه.